# Resolutie 1390 Veiligheidsraad Verenigde Naties
Resolutie 1390 van de Veiligheidsraad van de Verenigde Naties werd op 16 januari 2002 unaniem aangenomen door de VN-Veiligheidsraad, en legde sancties op tegen Al Qaida en tegen de Taliban, die destijds de macht hadden in Afghanistan.

## Achtergrond
In 1979 werd Afghanistan bezet door de Sovjet-Unie die vervolgens werd bestreden door Afghaanse krijgsheren. Toen de Sovjets zich in 1988 terugtrokken raakten die slaags met elkaar. In het begin van de jaren 1990 kwamen ook de Taliban op. In september 1996 namen die de hoofdstad Kabul in. Tegen het einde van het decennium hadden ze het grootste deel van het land onder controle en riepen ze een streng islamitische staat uit. In 2001 verklaarden de Verenigde Staten met bondgenoten hen de oorlog en moesten ze zich terugtrekken.

## Inhoud

### Waarnemingen
De Veiligheidsraad bevestigde zijn eerdere veroordeling van de aanslagen op 11 september 2001, en merkte op dat Osama bin Laden en diens Al Qaida-netwerk nog steeds terrorisme steunden. Men was vastberaden dit netwerk uit te roeien.
De Taliban in Afghanistan voldeden niet aan de eisen die waren gesteld in de resoluties 1214, 1267 en 1333, namelijk Osama bin Laden uitleveren aan de Verenigde Staten en terroristen van hun grondgebied weren.
De Taliban werden veroordeeld omdat ze toelieten dat terroristen, waaronder Al Qaida, vanuit Afghanistan opereerden en voor het gebruik van buitenlandse huurlingen voor vijandelijkheden in Afghanistan zelf.
Al Qaida en verwante terreurgroepen werden veroordeeld voor het plegen van meerdere terreurdaden die als doel het doden van vele onschuldige burgers hadden en eigendommen te verwoesten.

### Handelingen
De Veiligheidsraad besliste de maatregelen die met resolutie 1333 waren opgelegd (de sancties tegen de Taliban) voort te zetten en de maatregelen in paragraaf °4 (a) van resolutie 1267 (weren van Taliban-vliegtuigen) te beëindigen.
Alle landen moesten volgende maatregelen nemen tegen Osama bin Laden, Al Qaida en de Taliban:
a. Bevriezen van financiële middelen,
b. Hun leden van het grondgebied weren,
c. Wapenleveringen voorkomen.
Het comité dat toezag op de sancties tegen de Taliban werd voor twaalf maanden opgedragen op de uitvoering van deze maatregelen toe te zien. Alle landen werden gevraagd binnen de 90 dagen aan dit comité te rapporteren over de stappen die ze namen om de maatregelen uit te voeren. Er werd ook op aangedrongen dat ze hun nationale wetgevingen aanpasten om schendingen van de maatregelen strafbaar te maken.

## Verwante resoluties
- Resolutie 1386 Veiligheidsraad Verenigde Naties (2001)
- Resolutie 1388 Veiligheidsraad Verenigde Naties
- Resolutie 1401 Veiligheidsraad Verenigde Naties
- Resolutie 1413 Veiligheidsraad Verenigde Naties

Lijst ·  1387 ·  1388 ·  1389 ·  1390 ·  1391 ·  1392 ·  1393 ·  1394 ·  1395 ·  1396 ·  1397 ·  1398 ·  1399 ·  1400 ·  1401 ·  1402 ·  1403 ·  1404 ·  1405 ·  1406 ·  1407 ·  1408 ·  1409 ·  1410 ·  1411 ·  1412 ·  1413 ·  1414 ·  1415 ·  1416 ·  1417 ·  1418 ·  1419 ·  1420 ·  1421 ·  1422 ·  1423 ·  1424 ·  1425 ·  1426 ·  1427 ·  1428 ·  1429 ·  1430 ·  1431 ·  1432 ·  1433 ·  1434 ·  1435 ·  1436 ·  1437 ·  1438 ·  1439 ·  1440 ·  1441 ·  1442 ·  1443 ·  1444 ·  1445 ·  1446 ·  1447 ·  1448 ·  1449 ·  1450 ·  1451 ·  1452 ·  1453 ·  1454